# Sân bay quốc tế Kos
Sân bay quốc tế đảo Kos (IATA: KGS, ICAO: LGKO), tiếng Hy Lạp: Κρατικός Αερολιμένας Κω, Ιπποκράτης, là một sân bay ở đảo Kos, Hy Lạp. Sân bay này có một đường băng kích thước 2390 m x 45 bề mặt nhựa đường.

## Các hãng hàng không và tuyến bay
- Adria Airways (Ljubljana)
- Aegean Airlines (Athena, Thessaloniki)
- Aeroland (Athens) (vận tải hàng hóa)
- Alitalia (Milan-Malpensa, Verona, Rome-Fiumicino, Neaple)
- Austrian Airlines (Graz, Innsbruck, Wien)
- Condor Airlines (Frankfurt)
- Edelweiss Air (Zurich, Geneva)
- El Al (Tel Aviv)
- European Air Charter (London Stansted)
- Finnair (Helsinki)
- Israir (Tel Aviv)
- Jetairfly (Brussels)
- Neos (Milan-Malpena, Milano-Linate, Verona, Bolonia, Roma-Fiumiccino)
- Norwegian Air Shuttle (Stockholm-Arlanda)
- Olympic Airlines (Athens, Leros, Rhodes)
- Sky Express (Herakleion)
- Smart Wings (Prague)
- TUIfly (Köln/Bonn, Düsseldorf, Frankfurt, Hamburg, Hanover, Munich, Münster/Osnabrück, Nuremberg, Stuttgart)
- Thomas Cook Airlines (Birmingham, Bristol, East Midlands, Glasgow-International, London-Gatwick, Manchester, Newcastle)
- Thomas Cook Airlines Scandinavia (Billund, Copenhagen, Oslo)
- Thomsonfly (Birmingham, Cardiff, London-Gatwick, Manchester)
- Transavia (Amsterdam, Paris-Orly)